# Ems-Jade-Weg
Ems-Jade-Weg ist der Name eines regionalen Wanderwegs des Wiehengebirgsverbandes Weser-Ems. Der Weg ist 73 Kilometer lang und führt von Emden über Aurich nach Wilhelmshaven. Er ist nach dem Ems-Jade-Kanal benannt, der die beiden Flüsse Ems und Jade verbindet.

## Streckenführung
Der Weg beginnt in Emden am Rathausplatz, führt zur Kesselschleuse, verlässt die Stadt im Osten und folgt weitestgehend dem Ems-Jade-Kanal. Nach 24 Kilometern wird die Kreisstadt Aurich erreicht. Weiter führt er an vielen noch in Betrieb befindlichen historischen Schleusen vorbei. Die Ortschaft Reepsholt nördlich liegen lassend geht der Weg weiter am Sander See vorbei nach Wilhelmshaven. Das Ziel ist der Kanalweg am Großen Hafen.
Zwischen Aurich und Wilhelmshaven ist der Ems-Jade-Weg Teilstück des Europäischen Küstenfernwanderweges E 9 von der iberischen Halbinsel bis Polen.
Der Weg ist markiert mit einem weißen Anker auf schwarzem Grund.

## Sehenswürdigkeiten entlang des Ems-Jade-Wegs
- Rathaus Emden
- Kesselschleuse (Emden)
- Großes Meer
- Schleuse Rahe
- Auricher Schlossbezirk
- Sander See
- Schleuse Mariensiel